# Funció pròpia

Aquesta solució del problema del tambor vibrant és, en qualsevol moment, una funció pròpia de l'operador de Laplace en un disc.

En matemàtiques, una funció pròpia d'un operador lineal D definit en algun espai de funcions és qualsevol funció diferent de zero. {\displaystyle f} en aquell espai que, quan actua sobre D, només es multiplica per algun factor d'escala anomenat valor propi. Com a equació, aquesta condició es pot escriure com{\displaystyle Df=\lambda f}per a algun valor propi escalar {\displaystyle \lambda .} Les solucions d'aquesta equació també poden estar subjectes a condicions de contorn que limiten els valors propis i les funcions pròpies.
Una funció pròpia és un tipus de vector propi.

## Funcions pròpies
En general, un vector propi d'un operador lineal D definit en algun espai vectorial és un vector diferent de zero en el domini de D que, quan D actua sobre ell, és simplement escalat per algun valor escalar anomenat valor propi. En el cas especial on D es defineix en un espai de funcions, els vectors propis s'anomenen funcions pròpies. És a dir, una funció f és una funció pròpia de D si compleix l'equació
| {\displaystyle Df=\lambda f,} | \| \| \| \| \| \| \| \| | (1) |
|                               |                         |     |
|                               |                         |     |

on λ és un escalar. Les solucions de l'equació (1) també poden estar subjectes a condicions de contorn. A causa de les condicions de contorn, els valors possibles de λ generalment estan limitats, per exemple a un conjunt discret λ 1, λ ₂, ... o a un conjunt continu en algun rang. El conjunt de tots els possibles valors propis de D de vegades s'anomena espectre, que pot ser discret, continu o una combinació d'ambdós.
Cada valor de λ correspon a una o més funcions pròpies. Si diverses funcions pròpies linealment independents tenen el mateix valor propi, es diu que el valor propi és degenerat i el nombre màxim de funcions pròpies linealment independents associades amb el mateix valor propi és el grau de degeneració o multiplicitat geomètrica del valor propi.

## Exemple amb l'operador derivada
Una classe àmpliament utilitzada d'operadors lineals que actuen sobre espais dimensionals infinits són operadors diferencials sobre l'espai C ∞ de funcions reals o complexes infinitament diferenciables d'un argument real o complex t . Per exemple, considereu l'operador derivat {\textstyle {\frac {d}{dt}}} amb l'equació de valors propis{\displaystyle {\frac {d}{dt}}f(t)=\lambda f(t).}Aquesta equació diferencial es pot resoldre multiplicant els dos costats per {\textstyle {\frac {dt}{f(t)}}} i integrant. La seva solució, la funció exponencial{\displaystyle f(t)=f_{0}e^{\lambda t},}és la funció pròpia de l'operador derivat, on f 0 és un paràmetre que depèn de les condicions de contorn. Tingueu en compte que en aquest cas la funció pròpia és en si mateixa una funció del seu valor propi associat λ, que pot prendre qualsevol valor real o complex. En particular, tingueu en compte que per a λ = 0 la funció pròpia f (t ) és una constant.

## Aplicacions

La forma d'una ona estacionària en una corda fixada als seus límits és un exemple de funció pròpia d'un operador diferencial. Els valors propis admissibles es regeixen per la longitud de la corda i determinen la freqüència d'oscil·lació.

### Cordes vibrants
Sigui h(x, t) el desplaçament transversal d'una corda elàstica tensada, com ara les cordes vibrants d'un instrument de corda, en funció de la posició x al llarg de la corda i del temps t . Aplicant les lleis de la mecànica a porcions infinitesimals de la cadena, la funció h satisfà l'equació diferencial parcial:{\displaystyle {\frac {\partial ^{2}u}{\partial t^{2}}}=c^{2}{\frac {\partial ^{2}u}{\partial x^{2}}}.}si apliquem l'equació (1):{\displaystyle {\frac {d^{2}}{dx^{2}}}X=-{\frac {\omega ^{2}}{c^{2}}}X,\qquad {\frac {d^{2}}{dt^{2}}}T=-\omega ^{2}T.}resulta{\displaystyle X(x)=\sin \left({\frac {\omega x}{c}}+\varphi \right),\qquad T(t)=\sin(\omega t+\psi ),}

### Senyals i sistemes
En l'estudi de senyals i sistemes, una funció pròpia d'un sistema és un senyal f(t) que, quan s'introdueix al sistema, produeix una resposta y(t) = λf(t), on λ és un valor propi escalar complex.